# Montanelia
Montanelia is een geslacht van korstmossen dat behoort tot de orde Lecanorales van de ascomyceten. De typesoort is Montanelia panniformis.

## Soorten
Volgens Index Fungorum telt het geslacht acht soort (peildatum november 2021):
| Soortnaam                     | Auteur(s)                                                                    | Publicatiejaar |
| ----------------------------- | ---------------------------------------------------------------------------- | -------------- |
| Montanelia disjuncta          | (Erichsen) Divakar, A. Crespo, Wedin & Essl.                                 | 2012           |
| Montanelia occultipanniformis | S.D. Leav., Essl., Divakar, A. Crespo & Lumbsch                              | 2016           |
| Montanelia panniformis        | (Nyl.) Divakar, A. Crespo, Wedin & Essl.                                     | 2012           |
| Montanelia predisjuncta       | (Essl.) Divakar, A. Crespo, Wedin & Essl.                                    | 2012           |
| Montanelia saximontana        | (R.A. Anderson & W.A. Weber) S.D. Leav., Essl., Divakar, A. Crespo & Lumbsch | 2016           |
| Montanelia secwepemc          | S.D. Leav., Essl., Divakar, A. Crespo & Lumbsch                              | 2016           |
| Montanelia sorediata          | (Ach.) Divakar, A. Crespo, Wedin & Essl.                                     | 2012           |
| Montanelia tominii            | (Oxner) Divakar, A. Crespo, Wedin & Essl.                                    | 2012           |